# レフォルマ通り

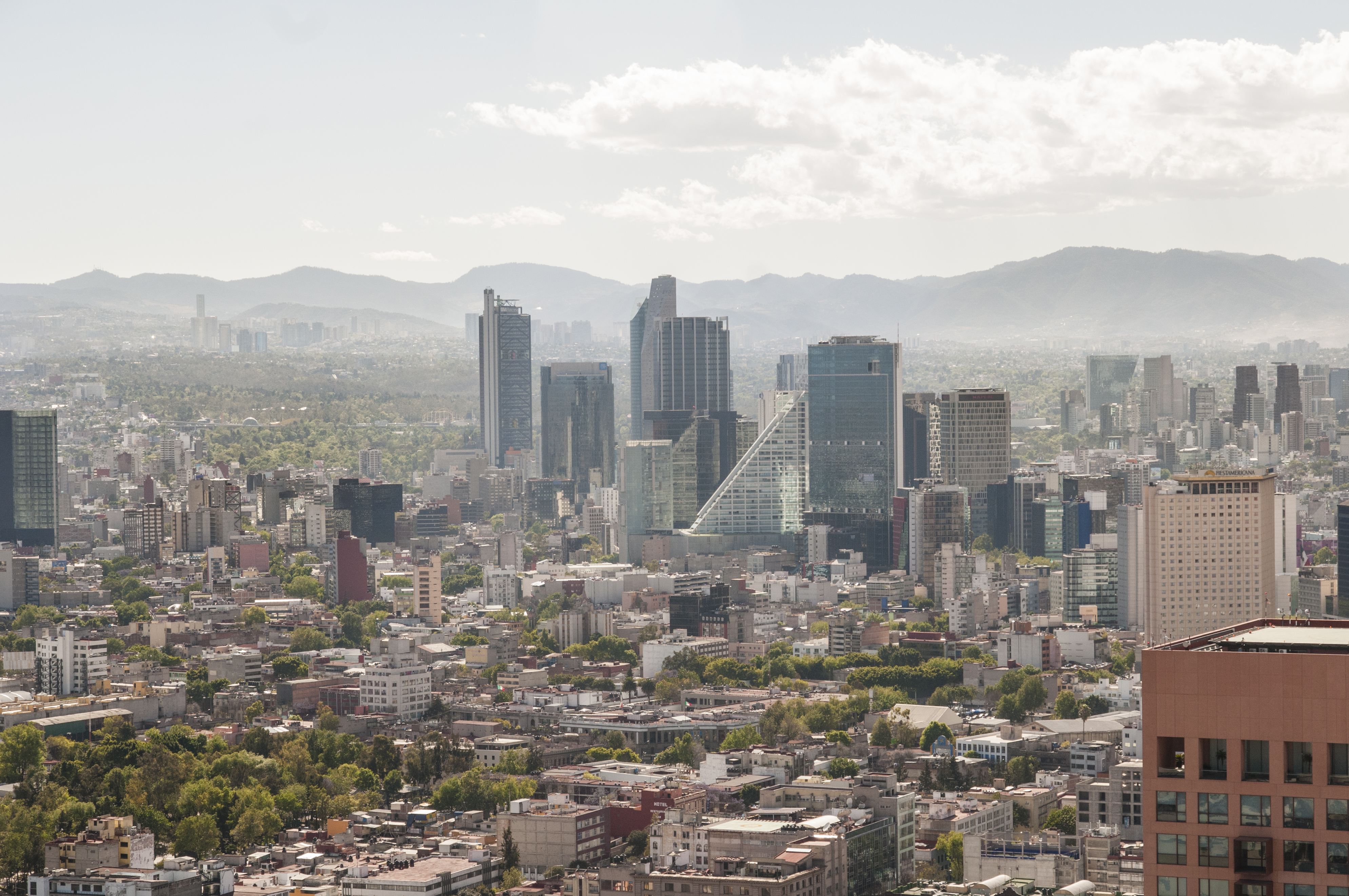
レフォルマ通りのスカイライン

レフォルマ通り（レフォルマどおり、スペイン語: Paseo de la Reforma）は、メキシコシティ中心部を斜めに横切る幅の広い大通りである。ウィーンのリングシュトラーセやパリのシャンゼリゼ通りのようなヨーロッパのブールバールを手本にして、1860年代に設計された。メキシコ第二帝政のマクシミリアンは、当時のメキシコシティの南西部に位置していたチャプルテペク城を居所とし、城と町の中心部を結ぶ大通りの建設を命じた。当初シャルロッテ（カルロータ）妃をたたえて皇妃通り(Paseo de la Emperatriz)と呼ばれていたが、彼女がヨーロッパに戻り、マクシミリアンが処刑されると、復活したベニート・フアレス政権はレフォルマ戦争をたたえて「レフォルマ通り」に改名した。
レフォルマ通りにはトーレ・マヨールやソナ・ロサ地区の建物など、メキシコで最も高いビルが集中している。現代ではレフォルマ通りは延伸され、北東方向にはトラテロルコ方面へ伸び、三文化広場附近でグアダルーペ街道とミステリオス街道に分岐して、グアダルーペ寺院まで続いている。チャプルテペク公園から西方向へはポランコの南を通ってロマス・デ・チャプルテペク、クアヒマルパ、市境のサンタ・フェへと至るが、そこからは街路というよりハイウェイに近くなる。

## 概要
今日、レフォルマ通りは観光客用の呼び物、豪華なレストラン、ホテル、オフィスビル、パブリックアートの展示、新しい建物にあふれている。
レフォルマ通りはメキシコ人が祝典や抗議運動を行う伝統的な場所になった。大部分の抗議集会はレフォルマ通りに沿って、独立の天使像からソカロまで、あるいはソカロからロス・ピノスの間を通る。独立の天使の環状交差点はまたワールドカップ期間中にサッカーメキシコ代表の勝利を祝う伝統的な場所である。

## 歴史

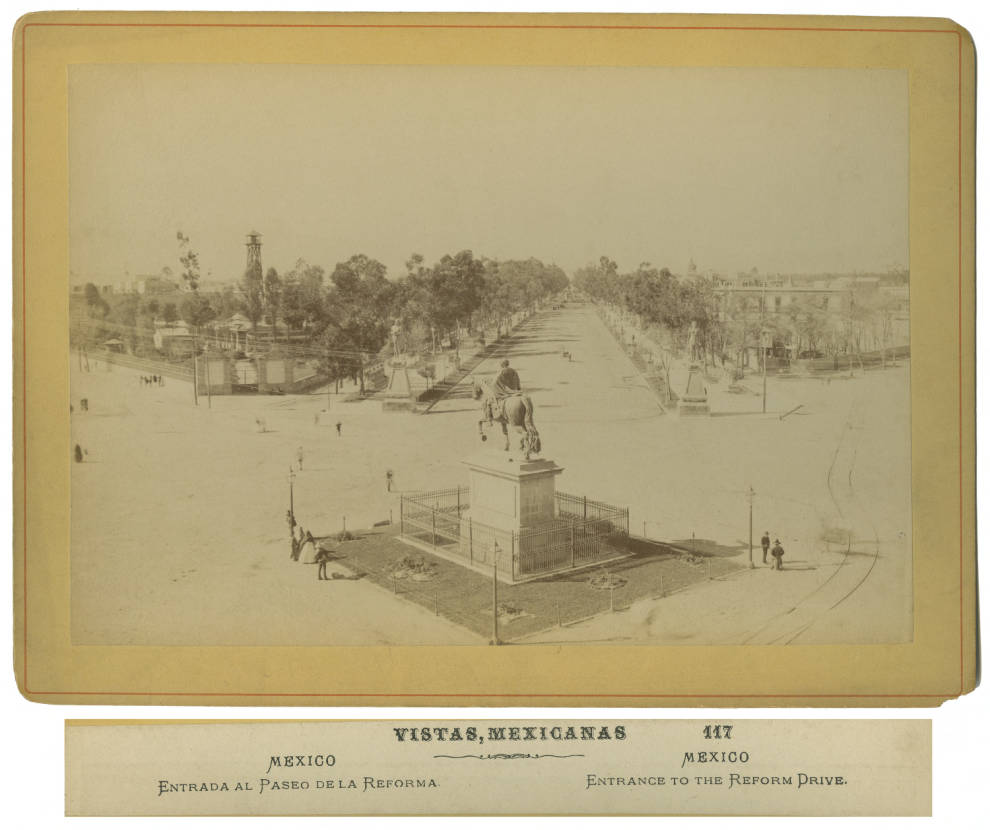
19世紀のレフォルマ通りにあるカルロス4世の騎馬像

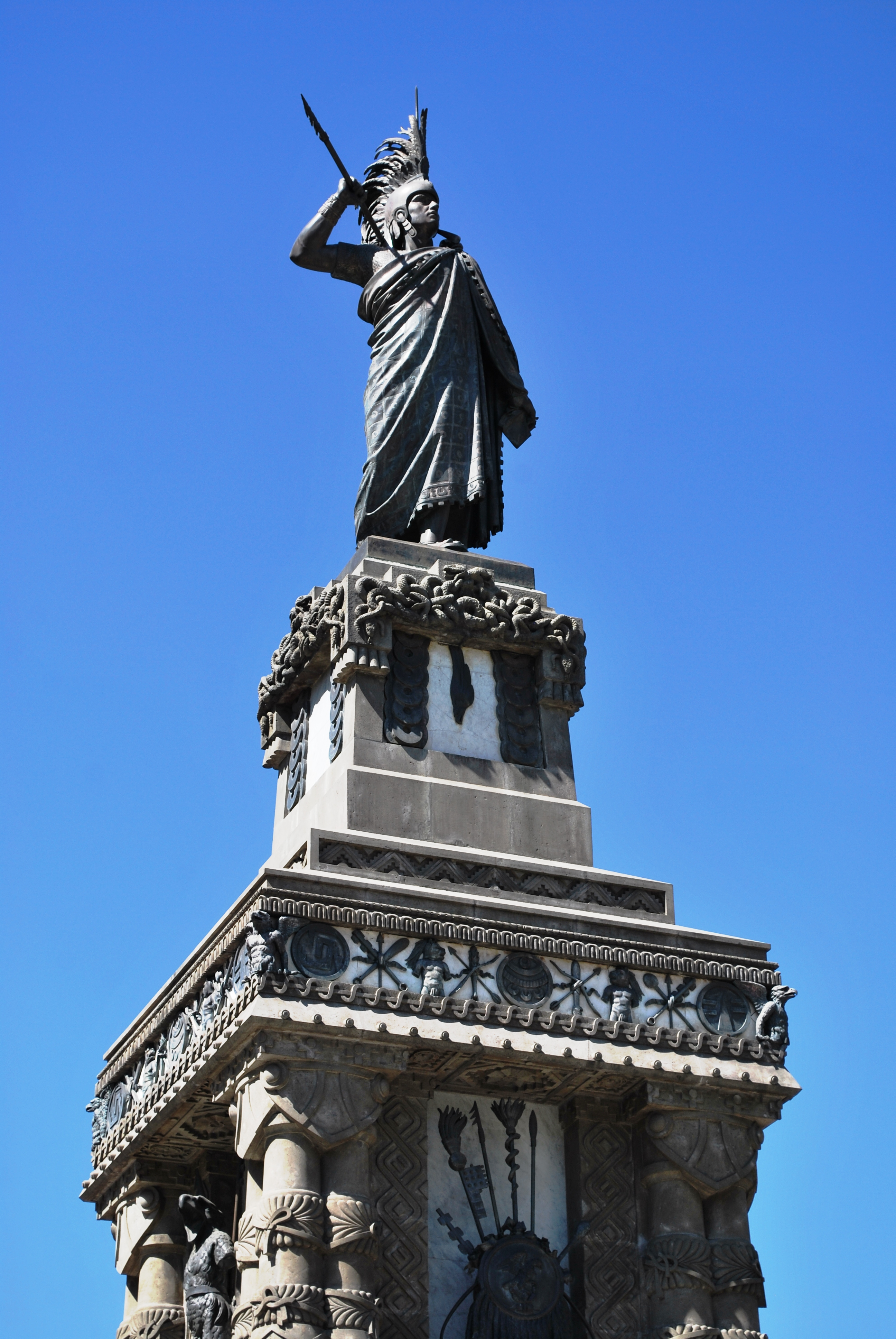
クアウテモクのモニュメント

1860年代、フランスのメキシコ出兵によってメキシコシティを含むメキシコの大部分は外国の侵略者の手に落ち、ベニート・フアレスの共和国政府はメキシコ北部に逃がれた。メキシコシティで皇帝になったマクシミリアンはシャルロッテ（カルロータ）妃とともにチャプルテペク城に住んだ。メキシコ全体の近代化計画の一部として首都の近代化が図られ、道路や鉄道の建設による交通の改良もその計画に含まれた。ウィーンのリングシュトラーセや、ナポレオン3世統治下のパリで建設中の道路（パリ改造を参照）を真似た、荘厳なモニュメントを並べたブールバールの建設もその計画の一環であった。
メキシコシティでは2本の道路が建設された。そのひとつチャプルテペク通り(Avenida Chapultepec)は完成しなかった。もうひとつはチャプルテペク城と市中心部を結ぶ道路で、カルロータ妃をたたえて皇妃通りと名付けられ、本来は皇帝が私用に使う予定だった。
建設委員会は初め中央広場であるソカロから放射状に伸びる6本の大通りを作る計画を立てたが、多くの建築物を取り壊す必要があるために取りやめになり、かわりにソカロから1.5キロメートル西の、当時の市街地の端を通るように決定された。そこにはスペイン王カルロス4世の騎馬像が立っていた。通りはチャプルテペク城のある丘のふもとまで伸び、そこで丘の上にのぼる道とつながるようになっていた。
オーストリアの鉱山技術者アロイス・ボランドとフェルディナント・フォン・ローゼンツヴァイクが建設の担当になった。1864年から1865年にかけて、本来計画された3.15キロメートルのうち一部分のみが完成した。道幅は20メートルで、当時としては巨大だった。中央分離帯はなく、馬を休めるための場所が道路脇にいくつかあるだけだった。通りに沿った建物などはなく、歩道は必要と考えられていなかった。当時は宮廷限定で使用された。
1867年にメキシコ第二帝政が倒れ、共和制が復活すると、皇妃通りはまずサントス・デゴヤード (Santos Degollado) をたたえてデゴヤード通りと改称され、ついで1872年にレフォルマ通りに改められた。1867年2月17日に公式に一般開放され、その後並木によって歩道が分けられた。ユーカリ、トネリコ、ヤナギが植えられ、モニュメントのある4つの環状交差点が建設された。道路のかたわらに高級品市場地区（今のフアレス地区とクアウテモク地区）が設けられた。パリのシャンゼリゼ通りとしばしば比較され、当時この一帯にはフランス風様式の建物が集中した。
1876年にポルフィリオ・ディアスが大統領になると、メキシコの歴史的英雄たちを表す像で通りを飾る計画が立てられた。通りの環状交差点に立てられた最初の像はクリストファー・コロンブス像で、ディアス以前の1873年に発注され、1877年に立てられた。クアウテモク像は1887年、もっとも有名な独立の天使像は1910年に立てられた。
ディアス時代には特に開発が進み、建築物の設計はより現代的で多様になった。当時の建築物はほとんど残っていないが、散在するいくつかの建物からディアス時代当時の贅沢さを窺うことはできる。

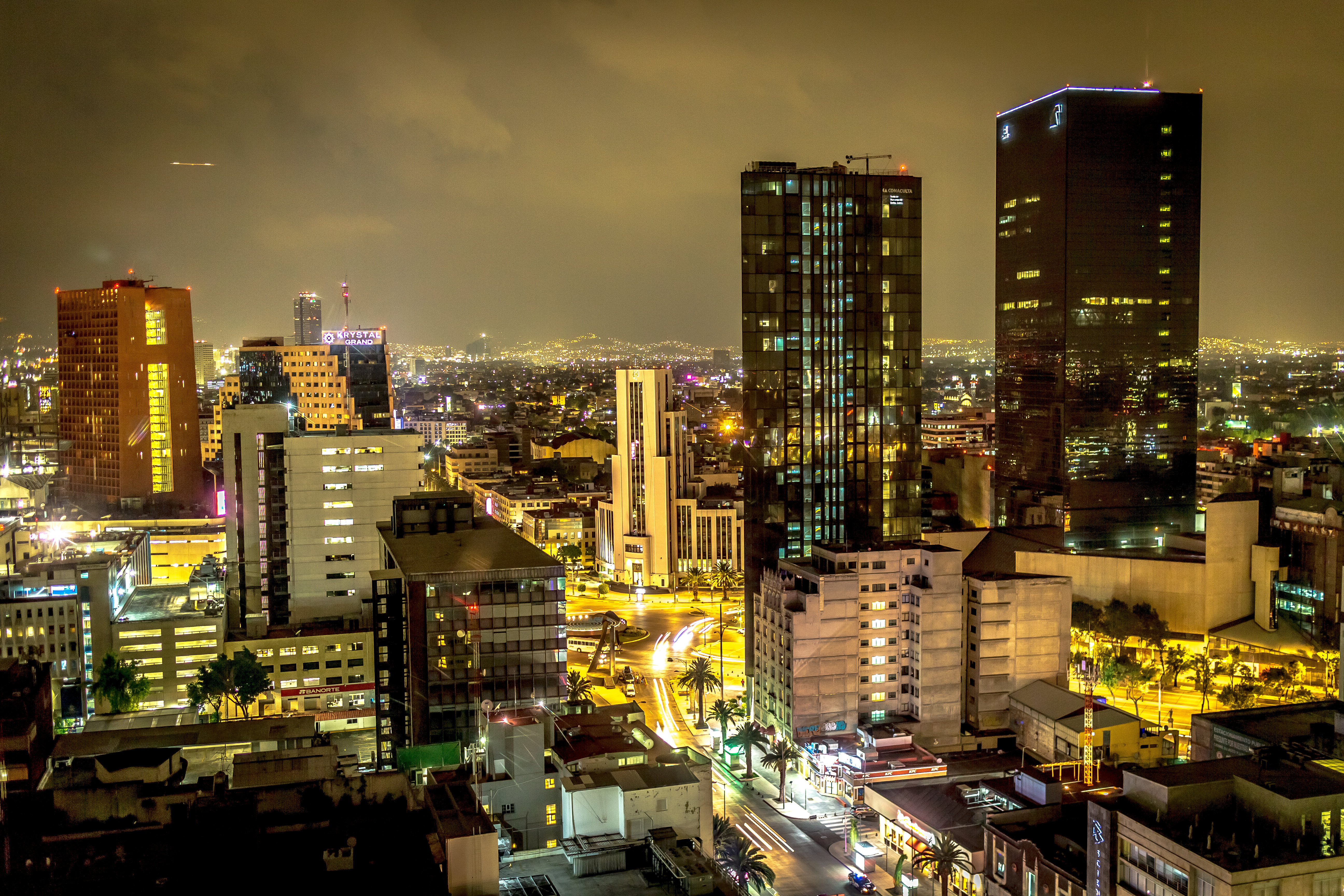
沿路の超高層ビル群

今日、レフォルマ通りにはメキシコ連邦政府から銀行や証券会社にいたるオフィスビルが建っている。
21世紀にはいって、チャプルテペク公園の入口から狩の女神ディアナの噴水まで、通りにそって5つの超高層ビルが建設された：レフォルマ・タワー(246m)、チャプルテペク・ウノ(241m)、BBVAタワー(235m)、トーレ・マヨール(225m)、ディアナ・タワー(158m)。

レフォルマ通りの全容と建設年代